# Цєдіхоу
Цєдіхоу (Цидіхоу, Цзюйдіхоу, Чедіхоу) (кит.: 且鞮侯; д/н — 96 до н. е.) — 8-й шаньюй держави хунну у 100—96 роках до н. е. Вів запеклі оборонні війни проти імперії Хань.

## Життєпис
Молодший син шаньюя Їчжісє. Цєдіхоу є китайським аналогом імені, при цьому частка хоу позначає його титул (на кшталт маркіза або принца). Після раптово смерті брата Сюйліху від хвороби обирається новим шаньюєм, незважаючи на наявність законного спадкоємця — небожа. Але той був дитиною, а хунну загрожувала імперія Хань.
Цєдіхоу вирішив виграти час, для чого спочатку замиритися з ханським імператором Лю Че. Шаньюй наказав відпустити на батьківщину всіх затриманих китайських послів, крім тих, хто вирішив залишитися в хунну. На дяку до Цєдіхоу був посланий чжулангян Су У, який привіз багаті дарунки. Але один з членів посольства — Чжан Шен — склав змову з метою захоплення у полон матері шаньюя та спроби організувати повстання принці хунну Гуо і Ю Чанів. Але змову було викрито, усіх заколотників страчено, а Су У відправлено у заслання на озеро Байкал.
У 99 році до н. е. імператор почав нову кампанію проти шаньюя, відправивши 3 армії. Перша на чолі із Лі Гуанлі, що мав 30 тис. кінноти, несподівано в районі Тянь-Шаня напала на західного тукі-вана, розбивши його, знищивши 10 тис. вояків. На зворотному шляху хунну наздогнали його і завдали поразки, вбивши 7 тис. вояків. Друга армія на чолі із Гяньгюнєм Ао і Лу Боде марно шукала хунну. Третя армія Лі Ліна завдала втрат хуннуському війську на чолі із Цєдіхоу, але через брак припасів почала відступати. Цим скористався шаньюй, що завдав нищівної поразки, полонивши Ліл Ліна. В своб ч ергу імператор оголосив Лі Ліна зрадником. Шаньюй поселив оженився того на своїй жоньці, поселивши в місцині Хягас.
У 97 році до н. е. почалася нова війна з імперією Хань. Цєдіхоу перевів війська на північний берег річки Сеушуй, а сам з 100 тис. вояків встав на південному березі. Йому протистояли 3 китайських військовика на чолі із 80 тис. кінноти і 130 тис. піхоти. 6-денна битва не виявила переможця, невдовзі китайці відступили.
У 96 році до н. е. Цєдіхоу помер. Йому спадкував син Хулугу.